# Calcio ai II Giochi dell'Estremo Oriente

La seconda edizione del torneo di calcio ai Giochi dell'Estremo Oriente si è svolta a Shanghai, in Cina, nel maggio 1915. Consistette in una doppia sfida che vide contrapporsi le rappresentative delle Filippine e la Cina. Sempre nell'ambito dei Giochi dell'Estremo Oriente fu disputato un ulteriore torneo che vide in campo tre club cinesi e la nazionale di calcio delle Filippine.

## Avvenimenti[1]
A rappresentare la squadra della Cina i giocatori del South China Football Club, club di Hong Kong, che si aggiudicarono il diritto di rappresentare il paese dopo aver sconfitto il Nanyang ed il Canton.
Le due nazionali si affrontarono in due partite. Il primo incontro, giocato da entrambe le squadre con un giocatore in meno, terminò a reti bianche mentre la sfida di ritorno fu vinta dai cinesi che si imposero grazie ad un'unica rete, aggiudicandosi il torneo.
Al termine dei Giochi venne disputato un ulteriore torneo che vide impegnati tre rappresentative cinesi, il South China, i britannici di Shanghai (Shanghai Britons) ed il Nanyang contro nazionale di calcio delle Filippine. Questo ulteriore torneo fu vinto dalla squadra di Shanghai.

## Torneo Nazionali

### Classifica
| Squadra            | P.ti | G | V | N | P | GF | GS | DR |
| ------------------ | ---- | - | - | - | - | -- | -- | -- |
| Repubblica di Cina | 3    | 2 | 1 | 1 | 0 | 1  | 0  | +1 |
| Filippine          | 1    | 2 | 0 | 1 | 1 | 0  | 1  | -1 |

### Incontri
| Shanghai maggio 1915, ore Incontro 1 | Repubblica di Cina | 0 – 0 referto | Filippine |  |

| Shanghai maggio 1915, ore Incontro 2 | Repubblica di Cina | 1 – 0 referto | Filippine |  |
| \| \| \| \| \| ? \| Marcatori \| \|  |                    |               |           |  |
|                                      |                    |               |           |  |
| ?                                    | Marcatori          |               |           |  |

## Torneo supplementare

### Semifinali
| Shanghai maggio 1915 | South China | 3 – 1 referto | Filippine |  |
| ? Marcatori ?        |             |               |           |  |
|                      |             |               |           |  |
| ?                    | Marcatori   | ?             |           |  |

| Shanghai maggio 1915 | Shanghai Britons | 8 – 0 referto | Nanyang |  |
| ? Marcatori          |                  |               |         |  |
|                      |                  |               |         |  |
| ?                    | Marcatori        |               |         |  |

### Finale
| Shanghai maggio 1915 | Shanghai Britons | 2 – 0 referto | South China |  |
| ? Marcatori          |                  |               |             |  |
|                      |                  |               |             |  |
| ?                    | Marcatori        |               |             |  |